# ید-۱۲۳
ید-۱۲۳ (I123) یک ایزوتوپ رادیواکتیو ید است که در تصویربرداری پزشکی هسته‌ای، از جمله توموگرافی کامپیوتری با انتشار تک فوتون (SPECT) یا آزمایش‌های SPECT/CT استفاده می‌شود. نیمه عمر این ایزوتوپ ۱۳٫۲۲۳۲ ساعت است؛ واپاشی ناشی از جذب الکترون به تلوریم-۱۲۳، تابش گاما با انرژی غالب ۱۵۹ کیلوالکترون ولت (این گامایی است که در درجه اول برای تصویربرداری استفاده می‌شود) ساطع می‌کند. در کاربردهای پزشکی، تابش توسط دوربین گاما شناسایی می‌شود. این ایزوتوپ معمولاً به صورت یدید -۱۲۳، فرم آنیونی، استفاده می‌شود.

## تولید
ید-۱۲۳ در یک سیکلوترون با تابش پروتون به زنون در یک کپسول تولید می‌شود. زنون-۱۲۴ یک پروتون جذب می‌کند و بلافاصله یک نوترون و یک پروتون از دست می‌دهد تا زنون-۱۲۳ تشکیل شود، یا دو نوترون از دست می‌دهد تا سزیم-۱۲۳ تشکیل شود که به زنون-۱۲۳ واپاشیده می‌شود. زنون-۱۲۳ تشکیل شده از هر دو روش، سپس به ید-۱۲۳ واپایش می‌کند و در دیواره داخلی کپسول تابش تحت یخ‌زدگی به دام می‌افتد، سپس در یک واکنش عدم تناسب هالوژن (مشابه جمع‌آوری ید-۱۲۵) پس از تشکیل آن از زنون توسط تابش نوترون، با هیدروکسید سدیم شسته می‌شود.
124
Xe (ص، پ ن) 123
Xe → 123
I
124
Xe (ص، 2n) 123
Cs → 123
Xe → 123
I
ید-۱۲۳ معمولاً به صورت 123
I و 123
I یدید سدیم 123
I در ۰٫۱ محلول هیدروکسید سدیم M، با خلوص ایزوتوپی ۹۹٫۸٪ عرضه می‌شود.
123I برای کاربردهای پزشکی نیز در آزمایشگاه ملی اوک ریج با بمباران سیکلوترون پروتون با تلوریوم-۱۲۳ غنی‌شده با ایزوتوپ ۸۰٪ تولید شده است.
123
Te (ص، ن) 123
I

## واپاشی
مکانیسم دقیق واپاشی، جذب الکترون (EC) برای تشکیل یک حالت برانگیخته از نوکلید تقریباً پایدار تلوریم-۱۲۳ است (نیمه عمر آن آنقدر طولانی است که برای همه اهداف عملی پایدار در نظر گرفته می‌شود). این حالت برانگیخته 123 Te تولید شده، ایزومر هسته‌ای شبه پایدار 123m Te نبوده (واپاشی 123 I انرژی کافی برای تولید 123m Te را شامل نمی‌شود)، بلکه یک ایزومر هسته‌ای کم‌انرژی‌تر 123 Te است که بلافاصله در انرژی‌های ذکر شده به حالت پایه 123 Te واپاشی گاما صورت می‌دهد، یا در غیر این صورت (۱۳٪ از موارد) با تبدیل داخلی واپاشی می‌کند (127) keV)، و به دنبال آن به‌طور متوسط ۱۱ الکترون اوژه در انرژی‌های بسیار پایین (۵۰–۵۰۰) ساطع می‌شوند؛ کانال واپاشی اخیر همچنین 123 Te حالت پایه تولید می‌کند، به خصوص به دلیل کانال واپاشی تبدیل داخلی، 123 I یک گسیلنده گامای کاملاً خالص نیست، اگرچه گاهی اوقات از نظر بالینی فرض می‌شود که چنین باشد.
در یک مطالعه مشخص شده است که الکترون‌های اوژه از رادیوایزوتوپ آسیب سلولی کمی ایجاد می‌کنند، مگر اینکه رادیونوکلئید مستقیماً به صورت شیمیایی در DNA سلولی گنجانده شود، که در مورد رادیوداروهای فعلی که از I123 به عنوان نوکلید برچسب رادیواکتیو استفاده می‌کنند، صدق نمی‌کند. آسیب ناشی از تابش گاما با نفوذ بیشتر و ۱۲۷ keV تابش الکترون تبدیل داخلی از واپاشی اولیه 123 Te توسط نیمه عمر نسبتاً کوتاه ایزوتوپ تعدیل می‌شود.

## موارد احتیاط
حذف آلودگی ید رادیواکتیو می‌تواند دشوار باشد و استفاده از یک ضدعفونی‌کننده مخصوص حذف ید رادیواکتیو توصیه می‌شود. دو محصول رایج که برای استفاده در موسسات طراحی شده‌اند، بایند-آی تی و آی-بایند هستند. محصولات ضدعفونی رادیواکتیو عمومی اغلب برای ید غیرقابل استفاده هستند، زیرا این محصولات فقط ممکن است آن را پخش یا تبخیر کنند.